# Тиаго ди Мело Мариньо
Тиаго ди Мело Мариньо (порт. Tiago de Melo Marinho; 9 марта 1981, Сан-Паулу, Бразилия), более известный как просто Тиаго — бразильский футболист, игрок в мини-футбол.

## Биография
До 2011 года Тиаго защищал цвета лишь бразильских клубов. Он играл за «ГМ Шевроле», «Ульбру», «Палмейрас», «Баруэри» и «Джон Дир». В 2001 году бразилец в составе «Ульбры» выиграл Межконтинентальный кубок, а в следующем году стал чемпионом Бразилии по мини-футболу. Но куда больше трофеев он выиграл во время своих выступлений за «Малви» с 2006 по 2010 год. Тиаго ещё дважды выиграл бразильский чемпионат, дважды стал обладателем Чаши Бразилии и дважды побеждал в клубном чемпионате Южной Америки. Но в конце 2010 года именитый клуб потерял спонсора и прекратил существование, а Тиаго остался без команды.
В январе 2011 года Тиаго единственный раз в карьере покинул Бразилию и перебрался в российскую Суперлигу, став игроком югорского клуба «Газпром-Югра». Помимо Тиаго, в команде на тот момент также было ещё трое легионеров: Лукаян, а также ещё не получившие российские паспорта Эдер Лима  и Робиньо, и Тиаго часто приходилось проводить матчи на трибуне вне заявки по причине лимита. В России он пробыл недолго: югорский клуб в том сезоне выступил неудачно, выбыв в первом же раунде плей-офф. Вскоре после окончания сезона Тиаго вернулся в Бразилию.
Тиаго дебютировал в составе сборной Бразилии по мини-футболу в 2005 году. Его звездным часом стал чемпионат мира по мини-футболу 2008 в Бразилии, когда хозяева чемпионата триумфально выиграли золото. Именно Тиаго был первым номером бразильцев на турнире и защищал их ворота в финале (кроме серии пенальти, на неё выпустили «свежего» Франклина). По итогам турнира Тиаго получил «Золотую перчатку» — приз лучшему вратарю. Также он был награждён «Бронзовым мячом» — призом третьему игроку турнира.
Второе чемпионство мира Тиаго выиграл в 2012 году в Таиланде. Несмотря на то, что его тёзка Гитта был первым номером вратарской линии команды, именно Тиаго защищал ворота Бразилии в финальном матче против сборной Испании.

## Достижения
- Чемпион мира (2): 2008, 2012
- Победитель Гран-при (7): 2005, 2006, 2007, 2008, 2009, 2011, 2015
- Обладатель Межконтинентального кубка (3): 2001, 2016, 2018
- Обладатель Кубка Либертадорес (5): 2006, 2007, 2008, 2009, 2015
- Чемпион Бразилии (6): 2002, 2007, 2008, 2010, 2014, 2024
- Обладатель Чаши Бразилии (4): 2006, 2007, 2008, 2009
- Победитель Бразильской Суперлиги (3): 2006, 2009, 2010
- Обладатель Кубка Америки (1): 2008
- Чемпион Панамериканских игр (1): 2007

Личные:
- Лучший вратарь Чемпионата мира (Золотая перчатка) (1): 2008
- Третий лучший игрок Чемпионата мира (Бронзовый мяч) (1): 2008